# سد

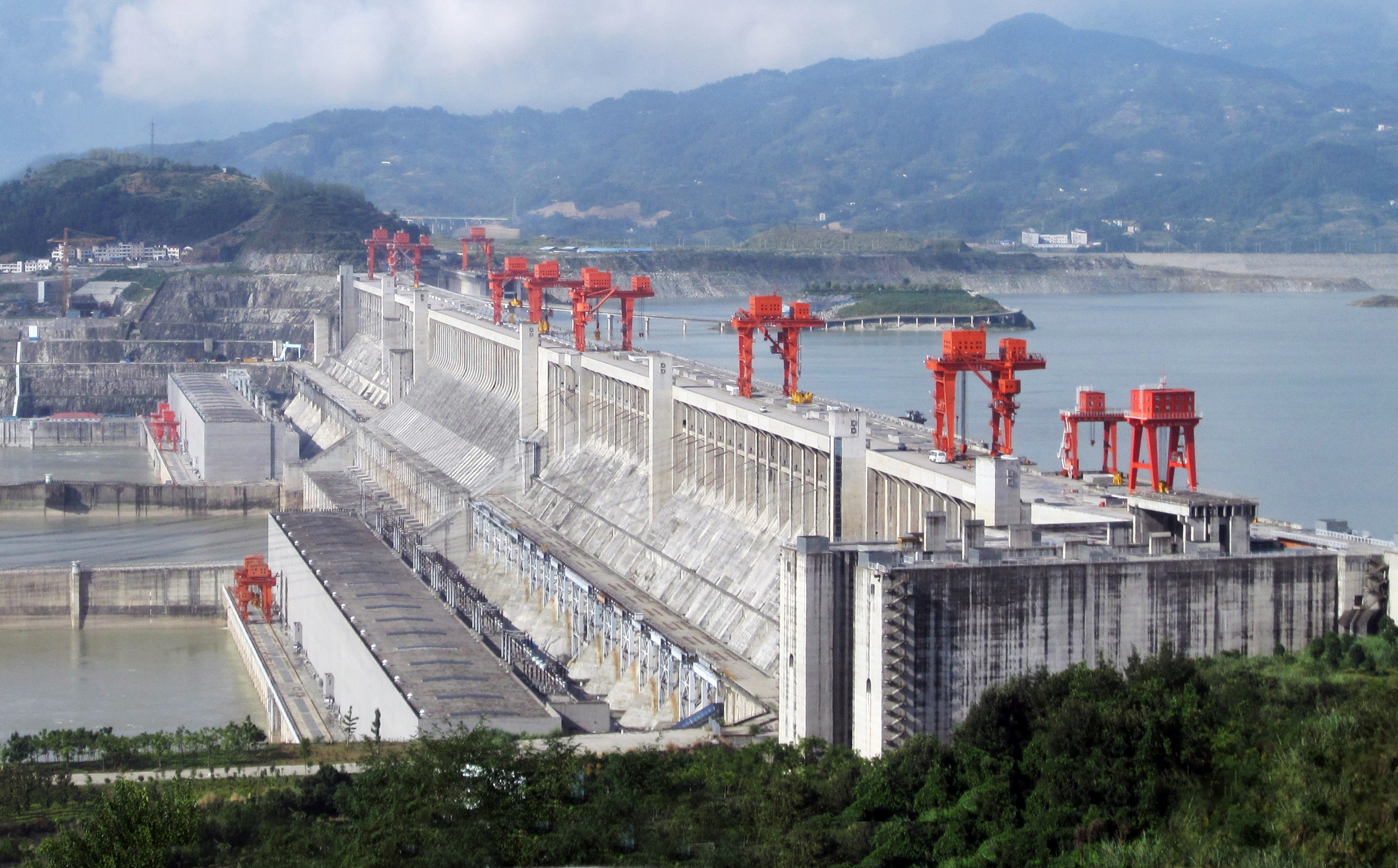
سد سه دره بر روی رودخانه یانگ تسه، چین. این سد از سال ۲۰۱۲ بزرگترین نیروگاه برق جهان از نظر ظرفیت نصب شده بوده‌است (۲۲۵۰۰ مگاوات).

سد سازه‌ای است که بر روی یک رودخانه یا بدنه آبی برای نگهداری، منحرف کردن یا کنترل آب ساخته می‌شود. معمولاً به بدنه آب ذخیره شده در پشت سد، مخزن یا دریاچه گفته می‌شود. تفاوت سد با بند (آب بند) در این است که سدها دارای یک مخزن ذخیره آب قابل توجه هستند ولی بندها فقط آب را بند آورده و ارتفاع می‌دهند ولی مخزن آب بزرگ و قابل توجهی ندارند.
سدها سیلاب‌ها را مهار کرده و با‌‌ ذخیره و یا انحراف آب در پشت خود از آن برای برای فعالیت‌هایی مانند آبیاری، مصارف انسانی، استفاده‌های صنعتی، پرورش آبزیان و کشتیرانی استفاده می‌شود. غالباً همراه با سدها از برق‌آبی برای تولید برق استفاده می‌گردد. همچنین می‌توان از یک سد برای جمع‌آوری یا ذخیره آب استفاده کرده و سپس این آب به‌طور مساوی بین مکان‌های مختلف توزیع شود. عموماً هدف اصلی ساخت سدها نگهداری آب است، در حالی که از سازه‌های دیگر مانند سیلاب‌گیر یا خاکریز یا بند برای مدیریت آب یا جلوگیری از جاری شدن آب به مناطق خاصی از زمین استفاده می‌شود. اولین سد شناخته شده سد جاوا در اردن است که مربوط به ۳۰۰۰ سال قبل از میلاد است.

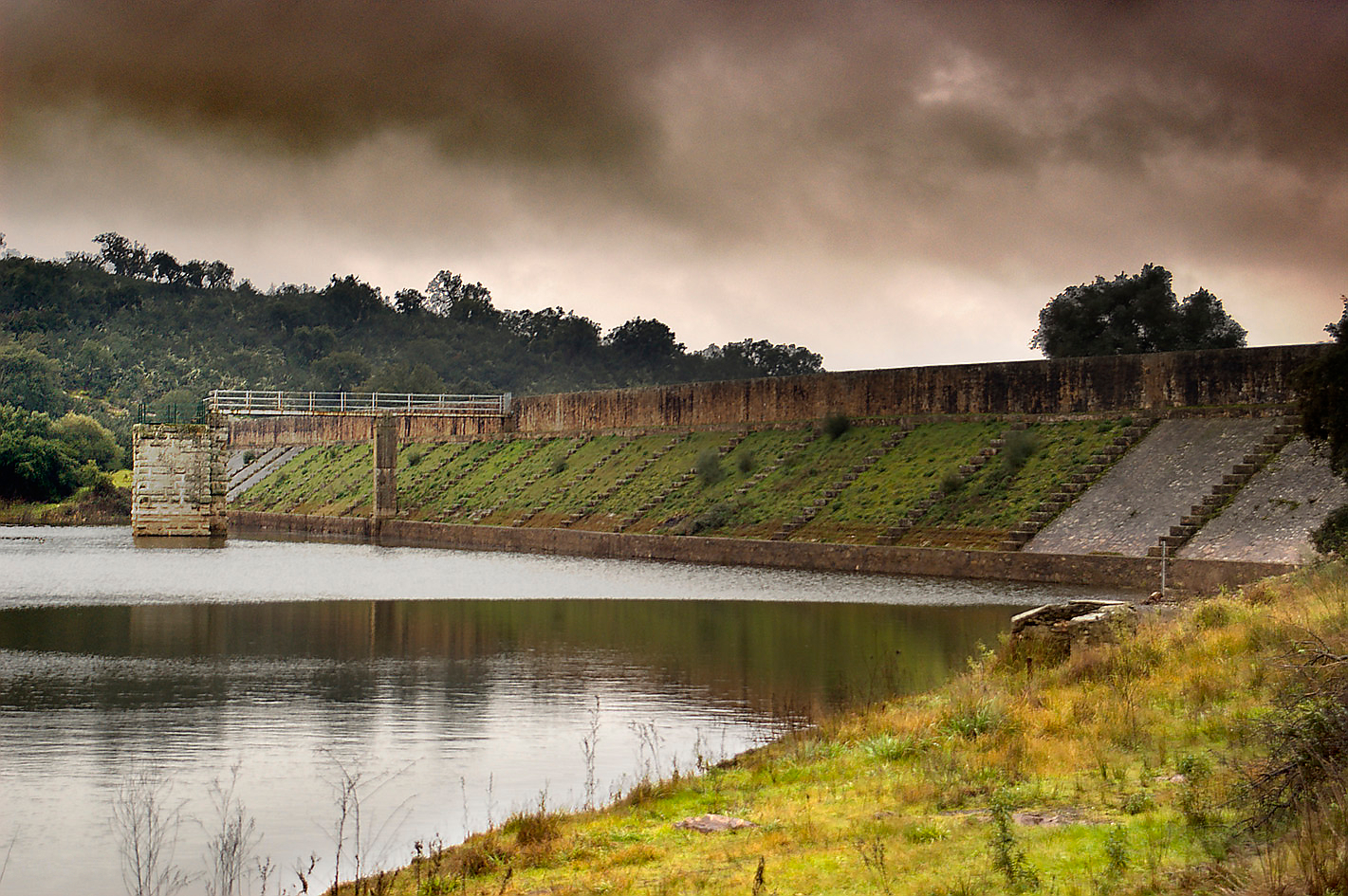
سد کورنالوو در نزدیکی مریدا، اکسترمادورا، اسپانیا، که توسط رومی‌ها تأسیس شد. این سد خاکی بیش از ۲ هزار سال است که در حال بهره‌برداری است.

سدها و مخازن مرتبط با آنها، توانایی ذخیره آب برای استفاده در آینده، تأمین انرژی آبی و ایجاد سطحی از محافظت در برابر بارش‌های شدید را فراهم می‌کنند. اگر سدها به درستی طراحی شوند، امکان دسترسی به آب را در مواقعی فراهم می‌کنند که در غیاب سد در دسترس نخواهد بود، به این طریق منابع آب تجدیدپذیر قابل بهره‌برداری افزایش می‌یابد. این امر به ویژه برای کشورهایی که آب موجود در آنها در فصول مرطوب و خشک به‌طور قابل توجهی متفاوت است، اهمیت دارد. سدها همچنین ممکن است اجازه دهند رواناب اضافی که به‌طور معمول بدون استفاده به سمت اقیانوس جریان می‌یابد برای استفاده در دسترس قرار گیرد. با این حال، سدها و مخازن، به‌ویژه سدهای بزرگ نیز می‌توانند تأثیرات منفی بر جوامع بشری داشته باشند و نیاز به اسکان مجدد برخی از مردم داشته باشند و منجر به اختلالات اجتماعی شوند. سدها همچنین شبکه رودخانه را تغییر می‌دهند و کاهش جریان یکی از اصلی‌ترین پیامدهای منفی اکولوژیکی سدها و مخازن محسوب می‌شود. همچنین، آب ذخیره شده ممکن است با سرعت بیشتری نسبت به آب جریان آزاد تبخیر شود. به‌طور خلاصه، سدها دارای مزایا و معایبی هستند، به طوری که ویژگی‌های طراحی آنها باید به دقت ارزیابی شود.

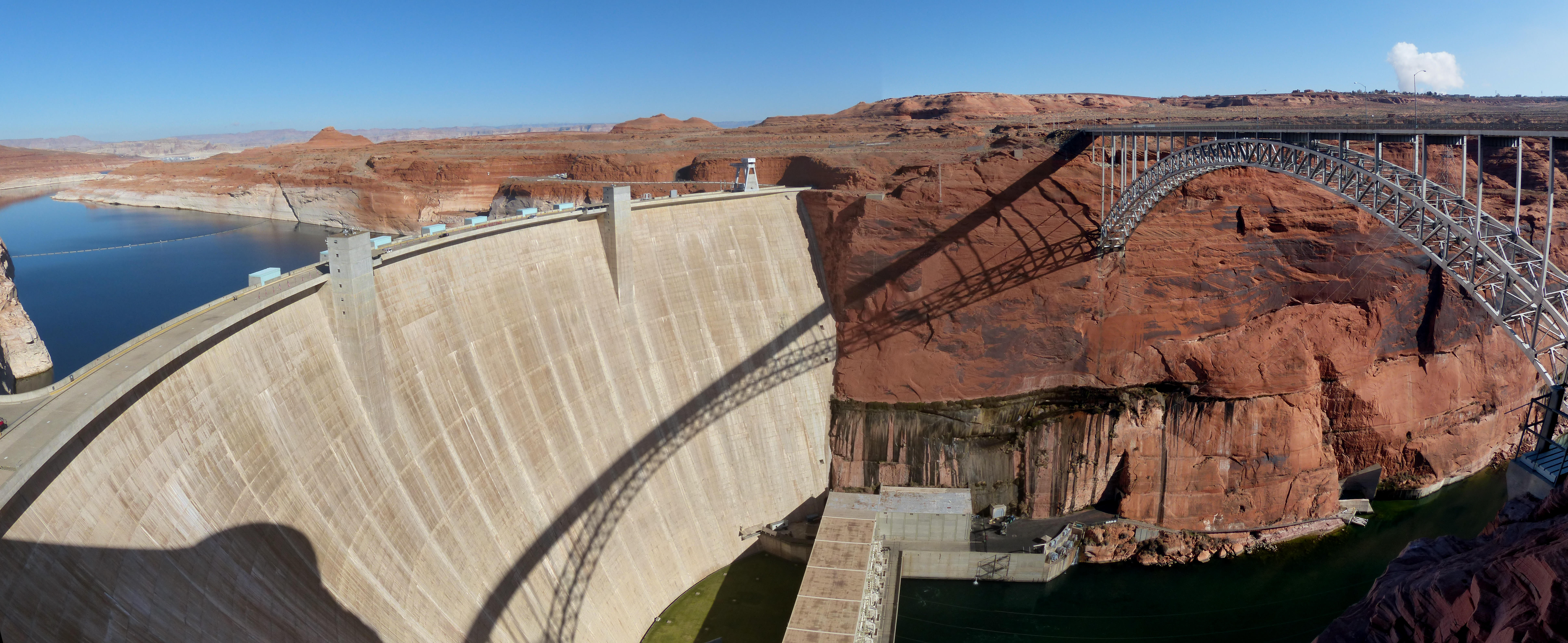
سد گلن کنیون در ایالت آریزونای آمریکا

در ایالات متحده بیش از ۹۱۰۰۰ سد وجود دارد که عمر متوسط آنها ۶۰ سال بوده و حدود ۷۵٪ از آنها به عنوان سدهای خطرناک طبقه‌بندی شده‌اند. فقط ۳٪ از این سدها قابلیت تولید برق دارند.

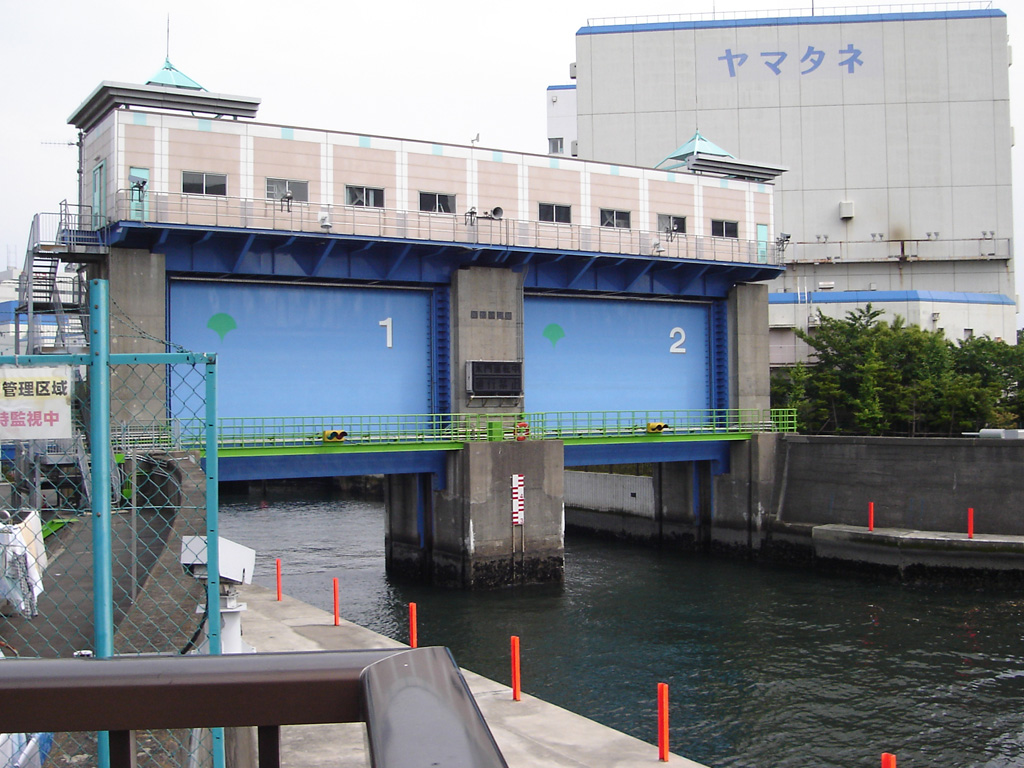
سیلاب‌گیر توکیو که برای جلوگیری از ضربه‌های موج‌های ایجاد شد در اثر تایفون ساخته شده‌اند.

## انواع سد
از دیدگاه استاتیکی، سدها به دو گروه عمده تقسیم می‌گردند:
- سدهای وزنی
- سدهای قوسی

سدهای پایه دار، سدهای پشت بنددار و سدهای چوبی از دیگر انواع سد محسوب می‌شوند.

### سدهای قوسی

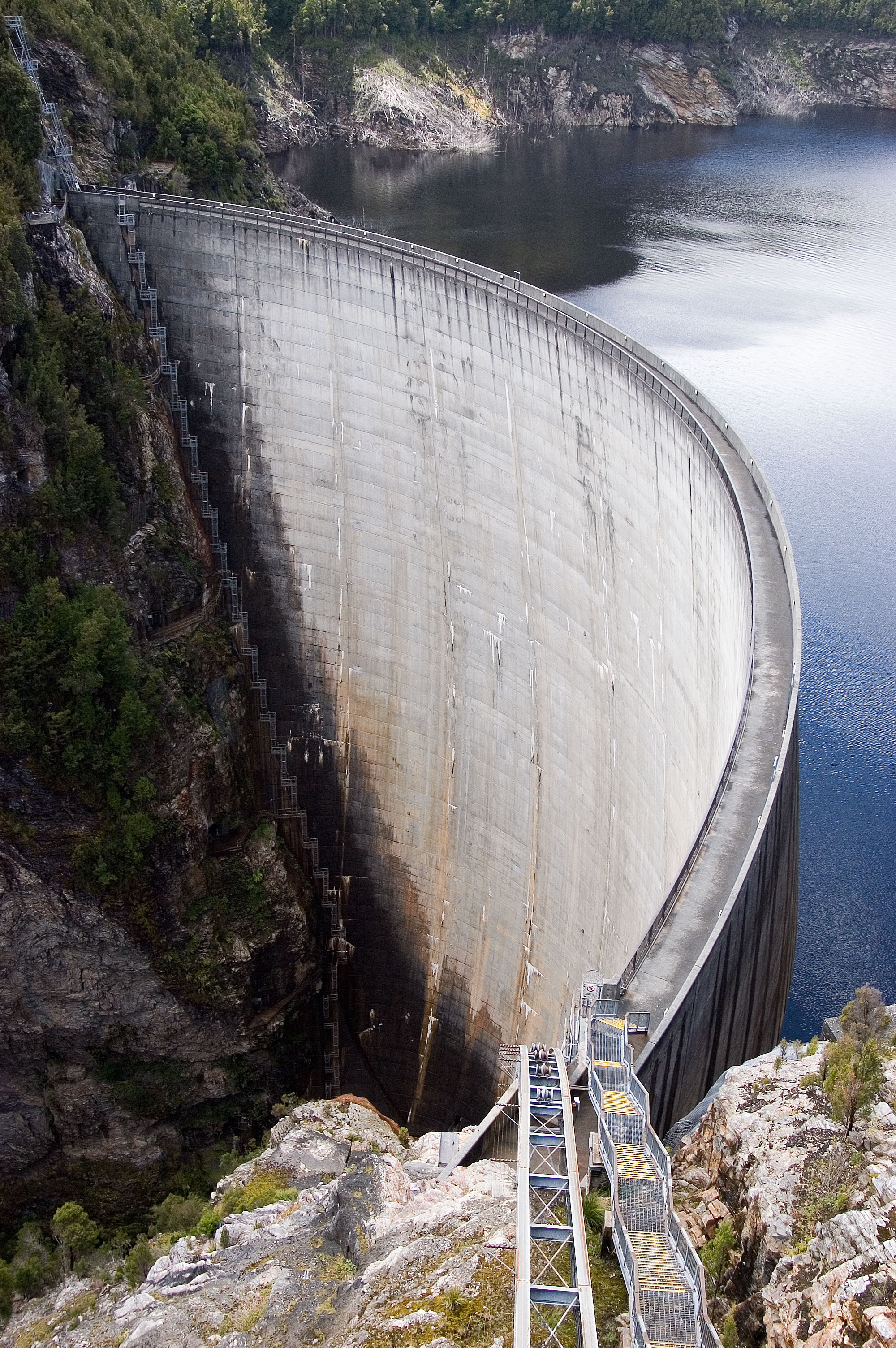
سد گوردون در تاسمانی نمونه‌ای از یک سد قوسی است.

اساس نیروی غلبه بر فشار آب در این سدها، انتقال این نیرو به دیواره‌های دره و در حقیقت شکل هندسی سد است. این سدها حداقل در مقیاس‌های بزرگ، غالباً از بتن غیر مسلح ساخته می‌شوند. به منظور جلوگیری از ورقه ورقه شدن سطوح مختلف بتن روی یکدیگر، بسیاری از سدهای بزرگ از این نوع، به صورت لایه لایه و معمولاً به صورت لایه‌های ۲ یا ۳ متری بتن‌ریزی می‌گردد. سطح هر لایه بتن ریزی شده بلافاصله شسته می‌گردد تا بتن لایه (مرحله) بعدی به بتن قبلی خوب بچسبد و از ورقه ورقه شدن سطوح مختلف بتن روی یکدیگر جلوگیری گردد. این سدها به صورت بلوک بلوک ساخته شده و در انتها بین بلوک‌ها که درزه نامیده می‌شود دوغاب سیمان تزریق می‌گردد تا سد به صورت یکپارچه عمل کند.

### سدهای وزنی

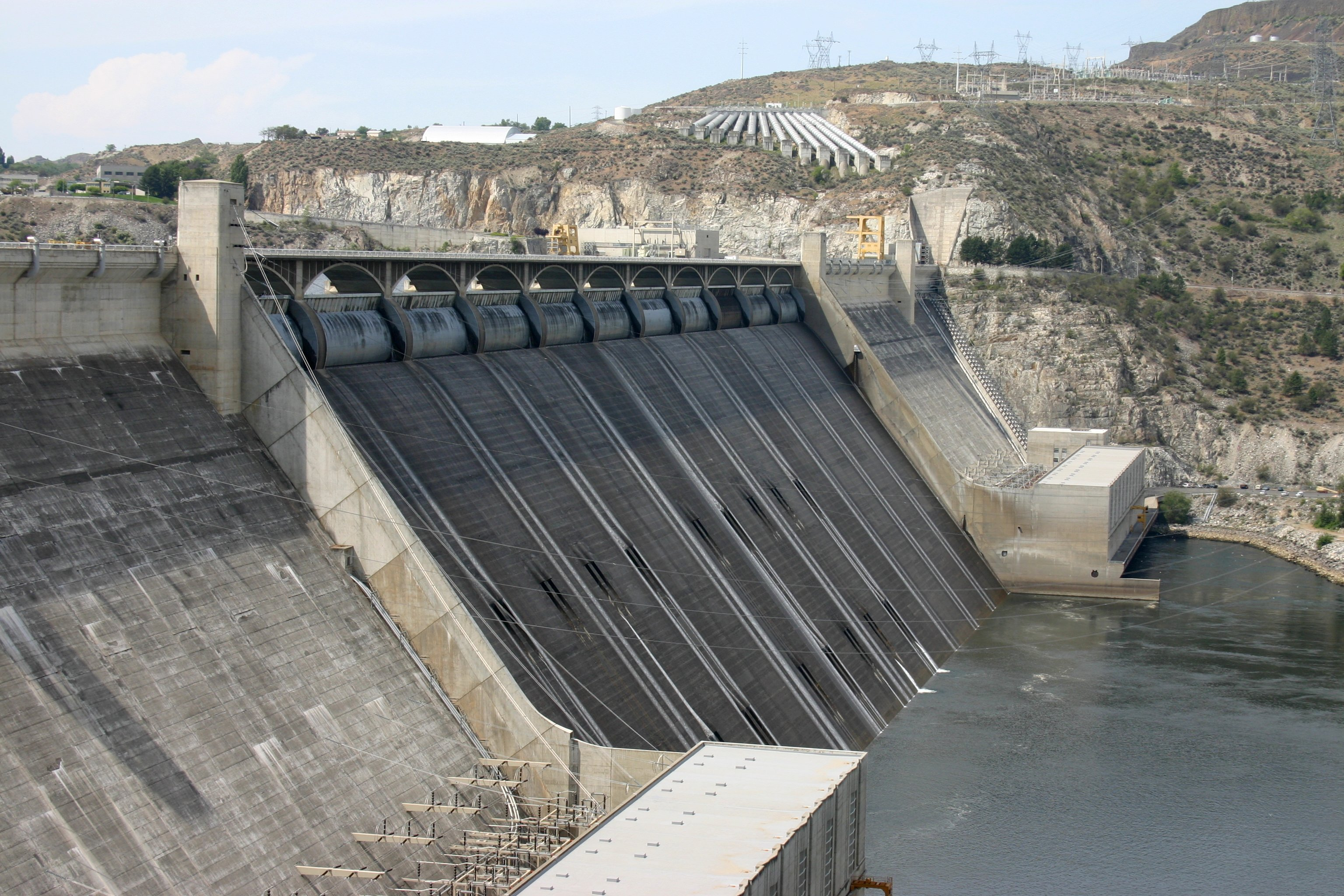
سد گرند کولی بر روی رودخانه کلمبیا نمونه‌ای از سد وزنی است. ظرفیت نامی تولید برق‌آبی این سد ۶۸۰۹ مگاوات است.

از آنجایی که باید در برابر فشار بسیار زیاد آب، مقاومت مناسبی به‌وسیلهٔ وزن سازه سد صورت پذیرد، این نوع از سدها معمولاً حجم بسیار عظیمی دارند. بدیهی است در ساخت سازه‌ای با این حجم، اقتصادی‌ترین مسئله، بحث تأمین مصالح است؛ بنابراین این سدها معمولاً از مصالح موجود در محل احداث خود بهره می‌برند. بدیهی است که در دسترس‌ترین این گونه مصالح سنگ و خاک است. سدهای وزنی به همین دلایل امروزه در دو نوع سدهای بتنی و سدهای خاکی ساخته می‌شوند.

### سدهای خاکی
در ساخت سدهای خاکی، آنچه که در واقع جلوی آب را می‌گیرد، یک هسته نسبتاً نازک رسی است. خاک رس این خاصیت را دارد که با مرطوب شدن، به عایق خوبی برای نفوذ آب تبدیل می‌گردد. (از همین رو بام خانه‌های قدیمی کاهگل می‌شده‌است) بجز هسته رسی، مابقی حجم سد را سنگ و خاک غیر محلول در آب تشکیل می‌دهد. چرا که سنگ‌های محلول پس از مدتی باعث کاهش وزن سد و به هم خوردن نتایج محاسبات خواهند شد.
سدهای خاکی همواره با مشکل محدودیت ارتفاع مواجهند و بیشتر برای دره‌های عریض و کم شیب مناسب هستند (سد پانزده خرداد دلیجان). بر عکس سدهای قوسی مناسب دره‌های عمیق و کم‌عرضند مانند: (سد کرج)

### سد رودخانه‌ای

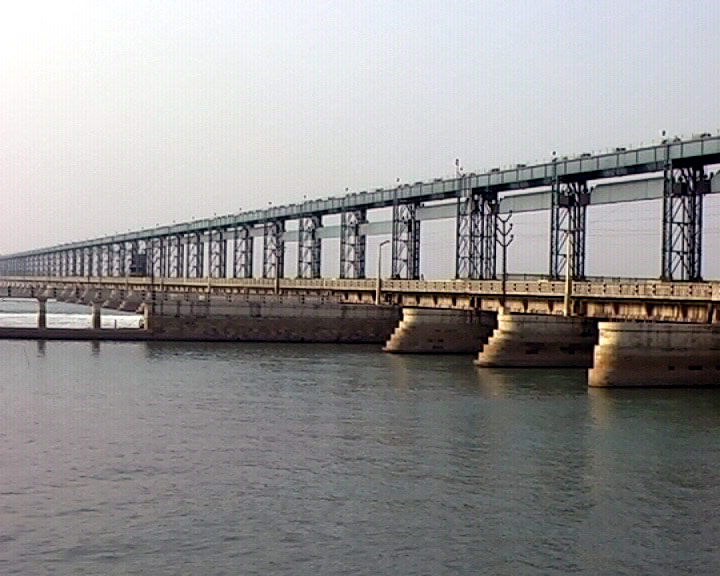
نمونه‌ای از یک سد رودخانه‌ای

سد رودخانه‌ای نوع خاصی از سد است که از یک رشته دروازه بزرگ تشکیل شده‌است که می‌تواند برای کنترل میزان عبور آب از سد باز یا بسته شود. دروازه‌ها بین پایه‌های کناری قرار دارند که وظیفه پشتیبانی بار آب را بر عهده دارند و اغلب برای کنترل و تثبیت جریان آب برای سیستم‌های آبیاری استفاده می‌شوند. نمونه‌ای از این نوع سدها، سد انحرافی Red Bluff در رودخانه ساکرامنتو نزدیک رد بلوف کالیفرنیا است که اکنون از رده خارج شده‌است.

## مطالعات زمین‌شناسی

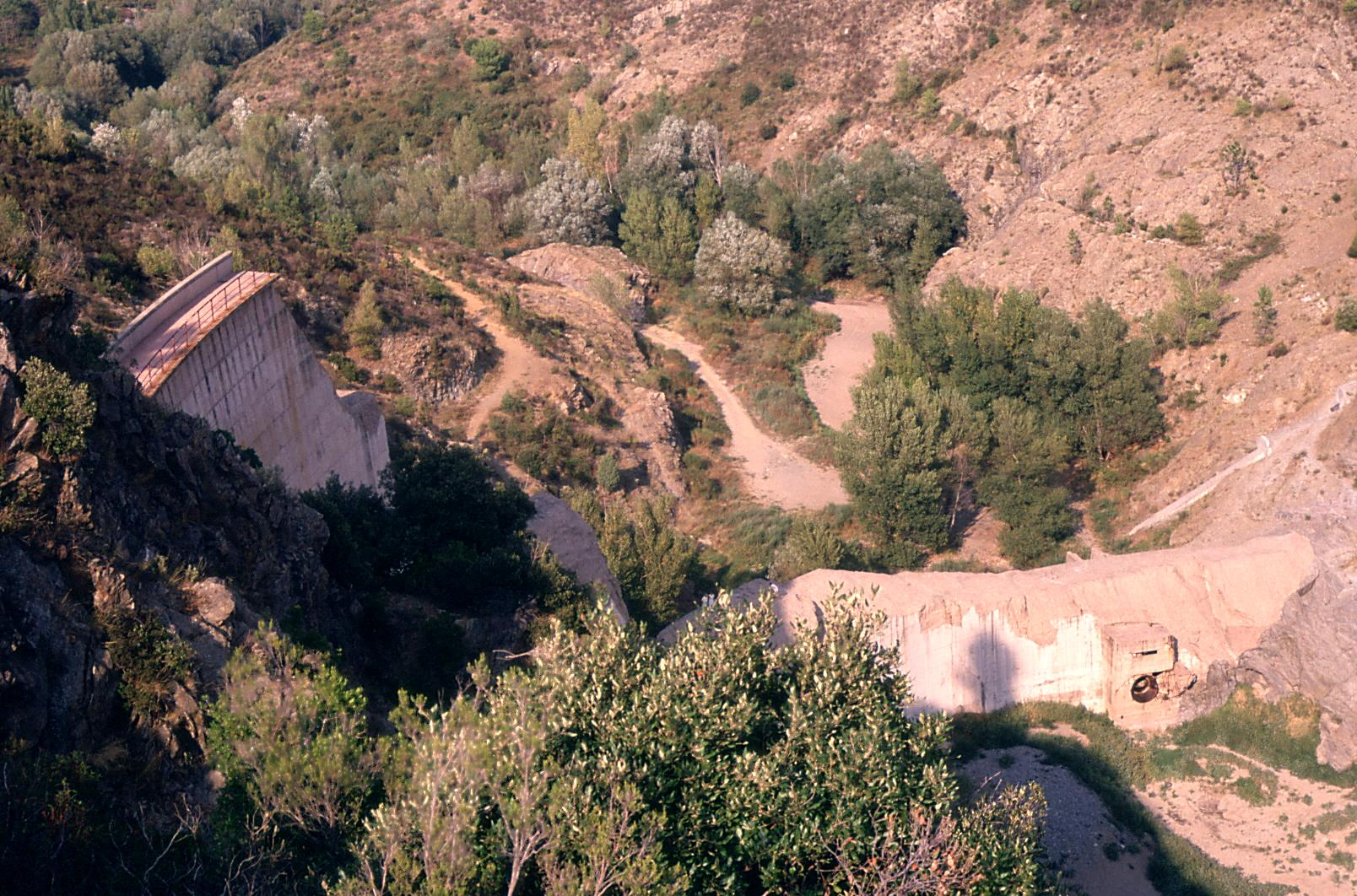
سد مالپاست در آلپ-ماریتیم فرانسه که در نخستین آب‌گیری فرو ریخت.

مطالعات زیست‌محیطی به مجموعه مطالعاتی گفته می‌شود که اثر تغییرات ایجاد شده توسط سد و دریاچهٔ آن و همچنین تقلیل آب پایین دست را بر روی زیست‌بوم منطقه شناسایی، محاسبه و هزینه یابی می‌کنند.
علاوه بر این، این اثر باید بر روی شهرها و روستاها و سایر المان‌ها (همچون آثار باستانی در مورد سد سیوند) در کنار ارزیابی تاثیرها بر محیط زیست مورد بررسی قرار گیرند تا در محاسبه‌های سود و زیان کلی پروژه، و گزینش‌های پایانی در نظر گرفته شوند؛ که در کنار این شناخت بااستفاده از مدل‌سازی اطلاعات ساختمان می‌توان به بهینه‌ترین برنامه تعمیرات و نگهداری هر ساختمانی از جمله سازه سد رسید که بهره‌برداران را در راهبری این گونه سرمایه‌های ملی یاری می‌دهد.

## مسائل اقتصادی
ساخت یک نیروگاه برق آبی به زمان طولانی برای انجام مطالعات سایت، مطالعات هیدرولوژیکی و ارزیابی اثرات زیست‌محیطی نیاز دارد و در مقایسه با تولید برق مبتنی بر کربن، پروژه‌های مقیاس بزرگی هستند. در هرکشوری تعداد سایت‌هایی که می‌توان از نظر اقتصادی برای تولید برق‌آبی توسعه داد محدود است؛ سایت‌های جدید معمولاً دور از مراکز جمعیتی هستند و معمولاً به خطوط انتقال برق گسترده نیاز دارند. میزان برق تولیدی توسط نیروگاه‌های برق‌آبی می‌تواند توسط عواملی از قبیل تغییرات بارندگی، تغییر سطح آب‌های زیرزمینی و سطحی، و ذوب یخچال‌ها تحت تأثیر قرار بگیرد، که برای مقابله با آن باید ظرفیت مخازن سدها را با هزینه اولیه بیشتر، بزرگتر ساخت تا در سال‌های کم‌آب تولید برق دچار مشکل نشود.
نیروگاه‌های برق‌آبی پس از تکمیل، در صورتی که صحیح طراحی شده باشند و به خوبی نگهداری شوند، معمولاً منابع نسبت خوب و قابل اطمینانی برای تولید برق محسوب می‌شوند. این نیروگاه‌ها هیچ نوع سوخت و آلایندگی خاصی نداشته و به عنوان یک منبع انرژی تمیز، از نیروگاه‌های بادی و هسته‌ای ارزان‌تر هستند. این نیروگاه‌ها نسبت به نیروگاه‌های بادی بسیار آسان‌تر قابل تنظیم برای تولید برق بیشتر برای زمان اوج مصرف هستند.

### حذف سدها
جریان آب و رسوب را می‌توان با برداشتن سدها از مسیر رودخانه دوباره برقرار کرد. برداشتن سد زمانی مناسب تلقی می‌شود که سد قدیمی بوده و هزینه‌های نگهداری آن بیش از هزینه حذف آن باشد. برخی از اثرات حذف سد عبارتند از: از بین رفتن رسوب ذخیره شده در مخزن سد، افزایش عرضه رسوب در پایین دست، افزایش عرض و شاخه‌های رودخانه، برقراری مجدد دمای طبیعی آب و شکل‌گیری زیستگاه‌هایی که قبلاً به دلیل وجود سدها در دسترس نبودند.

## سدهای معروف جهان
- سد الکفره (Sadd al Kafara) قدیمی‌ترین سد شناخته شدهٔ جهان در ۱۱ کیلومتری جنوب شرقی حلوان مصر بین سال‌های ۲۷۵۰ تا ۲۹۵۰ قبل از میلاد (حدود ۵۰۰۰ سال قبل) با طول ۱۱۵ و ارتفاع ۱۲ متر ساخته شده‌است.
- سد هوور تا پیش از احداث سد گراند کولیی، بزرگترین سازه بتنی و بزرگترین نیروگاه برق‌آبی در جهان بود.
- سد گراند کولیی بزرگ‌ترین سازه بتنی آمریکای شمالی است و روی رودخانه کلمبیا در واشینگتن بسته شده‌است.
- سد اسوان سدی غول پیکر بر روی رود نیل

## در ایران

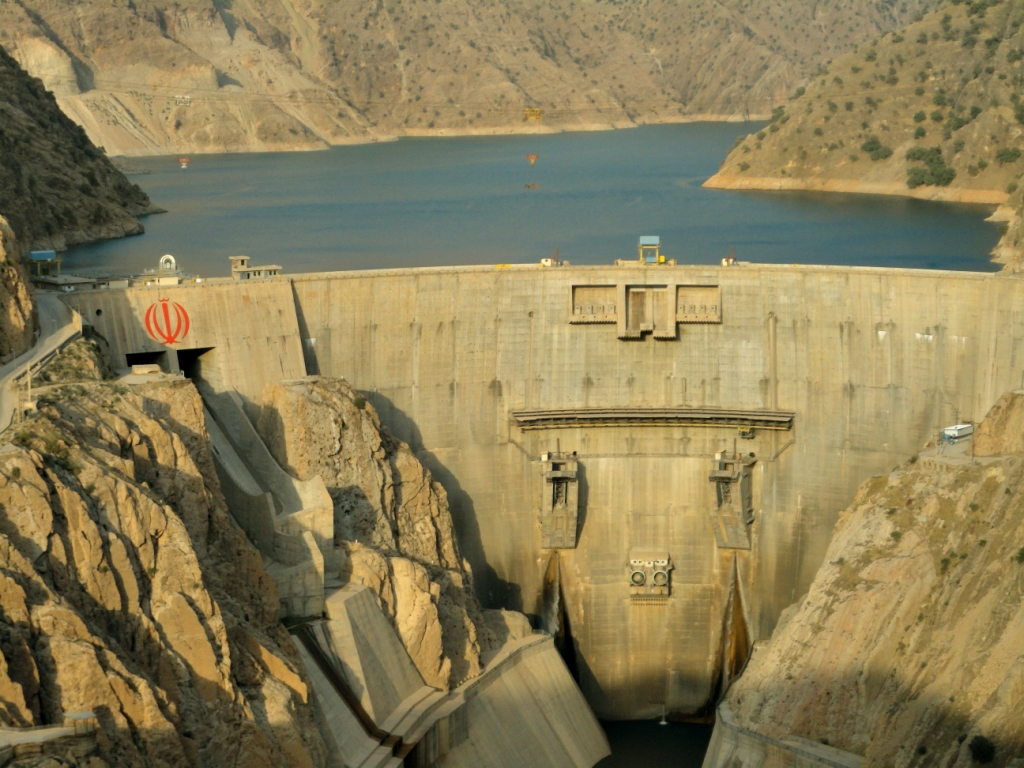
سد کارون ۳ بر روی رودخانه کارون در شهرستان ایذه.

تاریخچه سدسازی در ایران به دوران باستان و زمان هخامنشیان می‌رسد.